# 吳言信
吳言信，福建邵武人，明初官員。

## 生平
吳言信為國子監生，洪武二十四年（1391年）中式辛未科一甲第三名進士（探花），授翰林院編修。靖難之役中，吳言信不知所終，一說全家死難。後入祀邵武鄉賢祠。清光緒《重纂邵武府志》有傳。